# Agaricochara latissima
Agaricochara latissima – gatunek chrząszcza z rodziny kusakowatych i podrodziny rydzenic.
Gatunek ten został opisany po raz pierwszy w 1832 roku przez Jamesa Francisa Stephensa pod nazwą Aleochara latissima.
Chrząszcz o krótkim i szerokim jak na kusakowatego ciele o długości od 1,2 do 1,5 mm. Głowa może być od brązowej do smoliście czarnej. Jej szerokość wynosi tyle co szerokość pojedynczej pokrywy, a kształt nie jest poprzeczny. Czułki są brązowe z żółtymi nasadami. Siedem ich ostatnich członów jest nabrzmiałych. Przedplecze jest ponad półtora raza szersze niż dłuższe, płaskie, ubarwione brązowawo- lub żółtawoczerwono, ku przodowi silniej zwężone niż u Gyrophaena boleti. Powierzchnia przedplecza jest stosunkowo matowa, o ledwo widocznym, nieukładającym się w rzędy punktowaniu. Krawędzie boczne przedplecza są słabo i równomiernie zaokrąglone. Pokrywy są szersze i znacznie dłuższe od przedplecza. Ubarwienie pokryw jest jasnobrązowoczerwone lub żółtawe, w tylnych kątach mniej lub bardziej rozlegle przyciemnione. Odnóża są brązowe z żółtymi nasadami. Stopy ostatniej pary są pięcioczłonowe, zaś pozostałych – czteroczłonowe. Odwłok jest brązowy do smoliście czarnego z wierzchołkiem brązowawo- lub żółtawoczerwonym. 
Owad mykofilny, zasiedlający huby rozwijające się na różnych drzewach liściastych, rzadziej na iglastych. Spotykany także pod korą drzew, w próchnowiskach oraz w grzybach naziemnych. Znajdowany był m.in. w hubiakach (Fomes), maślankach (Hypholoma), porkach (Piptoporus) i wrośniakach (Trametes).
Gatunek zachodniopalearktyczny, znany z Hiszpanii, Irlandii, Wielkiej Brytanii, Francji (włącznie z Korsyką), Belgii, Luksemburga, Holandii, Niemiec, Szwajcarii, Austrii, Włoch, Norwegii, Szwecji, Polski, Czech, Słowacji, Węgier, Rumunii, Chorwacji, Bośni i Hercegowiny, Grecji i Cypru. Na północ sięga do północnej części Skandynawii. W Polsce znany jest z Beskidu Śląskiego, Beskidu Żywieckiego (w tym Babiej Góry), Beskidu Sądeckiego, Górnego Śląska, Ojcowskiego Parku Narodowego i Pojezierza Mazurskiego; w I połowie XX wieku notowany był też w Warszawie i okolicy Przemyśla.